# Renault Spider

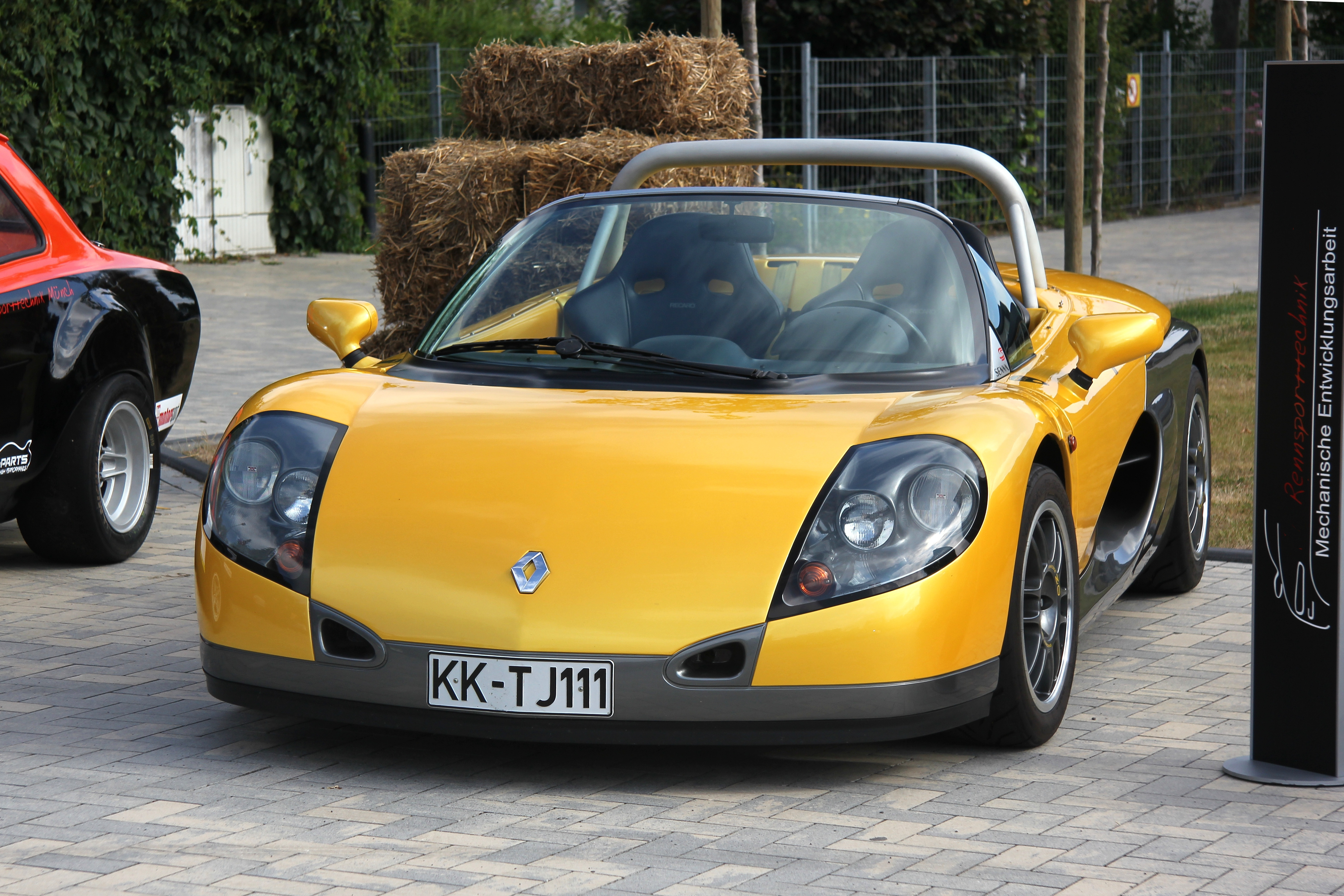
Renault Sport Spider

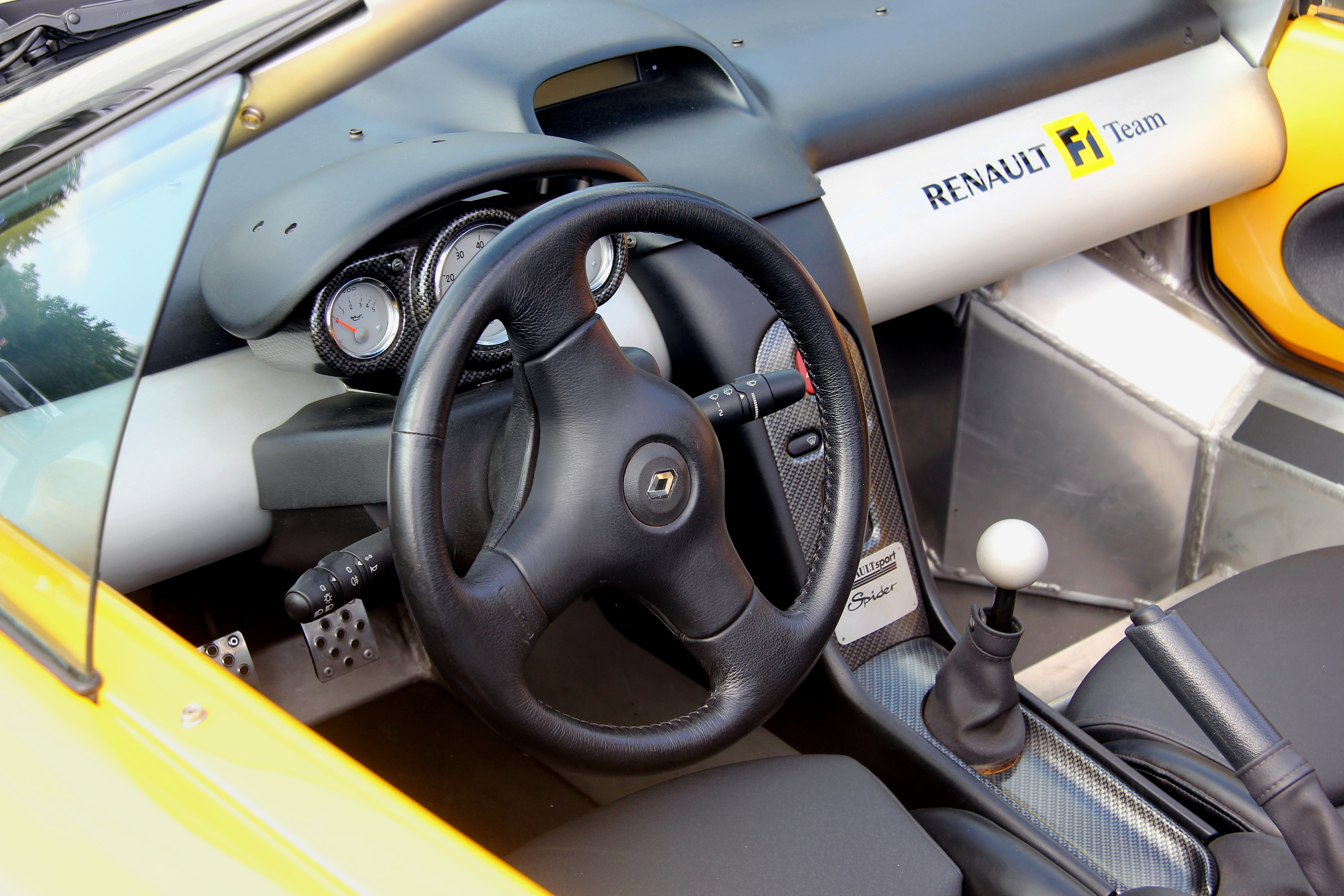
Cockpit

La Spider era un'autovettura sportiva prodotta tra il 1996 ed il 1999 dalla casa automobilistica francese Renault.

## Storia e profilo

### Nascita del modello
La storia della Renault Spider ha inizio nella prima metà degli anni novanta, quando i vertici della Casa francese partorirono l'idea di realizzare una sportiva senza compromessi in grado di svolgere sia la funzione di vettura stradale, sia quella di vettura da gara su pista. La vettura non doveva concedere spazio a nessun dispositivo per il comfort, doveva essere molto leggera per consentire il raggiungimento di elevate prestazioni e doveva avere carrozzeria spider a due posti secchi.
Le concorrenti ideali dovevano essere la leggerissima Lotus Elan (peraltro a fine produzione e in procinto di essere sostituita dalla più fortunata Elise) e praticamente l'intera produzione della Caterham, piccola azienda inglese specializzata in sportivissime e leggerissime spider senza compromessi.
Il progetto diede vita nel 1994 ad un primo prototipo che fu presentato poi al Salone di Ginevra dell'anno seguente. Il prototipo destò molto interesse per la sua impostazione estrema, che faceva largo uso di componentistica in alluminio, per la rigidità del telaio e per l'utilizzo di portiere apribili a compasso, come nelle più famose Lamborghini. Altra caratteristica era il parabrezza asportabile, il che consentiva un ulteriore alleggerimento della vettura. Visto il grande interesse suscitato già alla presentazione del prototipo, e considerato anche l'interesse della Casa a commercializzare una vettura da utilizzare prevalentemente nei trofei monomarca ed in altre manifestazioni sportive, venne avviato il vero progetto da destinare alla realizzazione della vettura definitiva. Tale progetto, denominato X94, durò appena 15 mesi e nella primavera del 1996 la vettura venne svelata e fu posta in commercio con il nome di Spider (secondo indiscrezioni, la Casa francese volle che il nome venisse pronunciato alla francese, "spidér", e non all'inglese, "spaider").

### Caratteristiche
Sviluppata in collaborazione con la Renault Sport di Dieppe (ex-sede dell'Alpine-Renault), la Spider era chiaramente una vettura di nicchia, riservata ad una ristretta cerchia di estimatori. Perciò fu venduta volutamente in un numero molto limitato, circa 2000 esemplari, molti dei quali furono utilizzati in ambito sportivo su pista. È perciò decisamente raro incontrarne una su strada.
Le caratteristiche della Spider erano, oltre al già citato largo impiego di alluminio, anche la pedaliera adattabile alle esigenze del pilota. La vettura venne costruita dalla Renault in due versioni: con parabrezza o senza. In quest'ultimo caso era presente solo un frangivento. Nella versione con parabrezza era disponibile una capote in tela come optional, mentre per la versione con frangivento era possibile avere invece un tonneau cover. La carrozzeria era composta essenzialmente da tre pannelli in plastica, consistenti nei cofani anteriore e posteriore e nel corpo principale. Caratteristiche del corpo vettura erano il frontale a fari carenati senza il minimo accenno di calandra, i fari posteriori tondi e sdoppiati, il roll-bar dietro ai sedili e le prese d'aria lungo le fiancate, per il raffreddamento del motore.
Quest'ultimo, sistemato in posizione posteriore centrale (con trazione posteriore), altro non era che il 4 cilindri da 1998 cm³ che già equipaggiava le Renault Clio 2.0 16V Williams e le Renault Mégane Coach 2.0 16V. Questa unità motrice era trasversale, in blocco con il cambio, quest'ultimo a 5 marce e derivato anch'esso da quello della Mégane. Tale motore erogava 147 CV a 6000 giri/min, con una coppia motrice di 185 N·m a 4500 giri/min. Il telaio era una struttura in leghe leggere che montava sospensioni a doppi triangoli sovrapposti con barra antirollio. Con tali caratteristiche, e grazie ad un peso di 965 kg che scendeva a 930 senza parabrezza, la Spider era accreditata di una velocità massima di 215 km/h, con uno scatto da 0 a 100 km/h in 6"9. Per le competizioni più estreme, però, tale motore fu profondamente rivisto e portato a ben 300 CV a 6250 giri/min. In questo modo la velocità massima saliva a punte dell'ordine di circa 260 km/h, con uno scatto da 0 a 100 km/h coperto in soli 4"3. Le versioni puramente da gara erano anche prive del sedile passeggero.
La Spider fu tolta di produzione nel 1999, ma in alcuni mercati, come quello inglese, la commercializzazione terminò dopo solo un anno e mezzo.

### Scheda tecnica
| Motore                             | F7R |
| Posizione                          | Posteriore centrale |
| Numero e disposizione dei cilindri | 4 in linea |
| Cilindrata (cm³)                   | 1998 |
| Alimentazione                      | Iniezione elettronica |
| Potenza massima (CV)/rpm           | 147/6000 |
| Coppia nominale (Nm)/rpm           | 186/4500 |
| Frizione                           | monodisco a secco |
| Trazione                           | posteriore |
| Cambio                             | manuale a 5 marce |
| Scocca                             | Portante ad elementi scatolati                                                                                                   |
| Sospensioni ant.                   | a ruote indipendenti con doppi triangoli sovrapposti e barra antirollio; ammortizzatori idraulici telescopici e molle elicoidali |
| Sospensioni post.                  | a ruote indipendenti con doppi triangoli sovrapposti e barra antirollio; ammortizzatori idraulici telescopici e molle elicoidali |
| Impianto frenante                  | Doppio circuito idraulico: quattro dischi autoventilanti da 300 mm di diametro                                                   |
| Pneumatici                         | anteriori: 225/50 R16V; posteriori 225/50 R16V                                                                                   |
| Sterzo                             | A cremagliera |
| Massa in ordine di marcia          | 930 kg (965 con il parabrezza)                                                                                                   |
| Serbatoio                          | 50 |
| Velocità massima                   | 215 |
| Accelerazione 0–100 km/h           | 6"9 |
| Consumo medio                      | 8.4 |
| Anni di produzione                 | 1996-99 |

### Competizioni

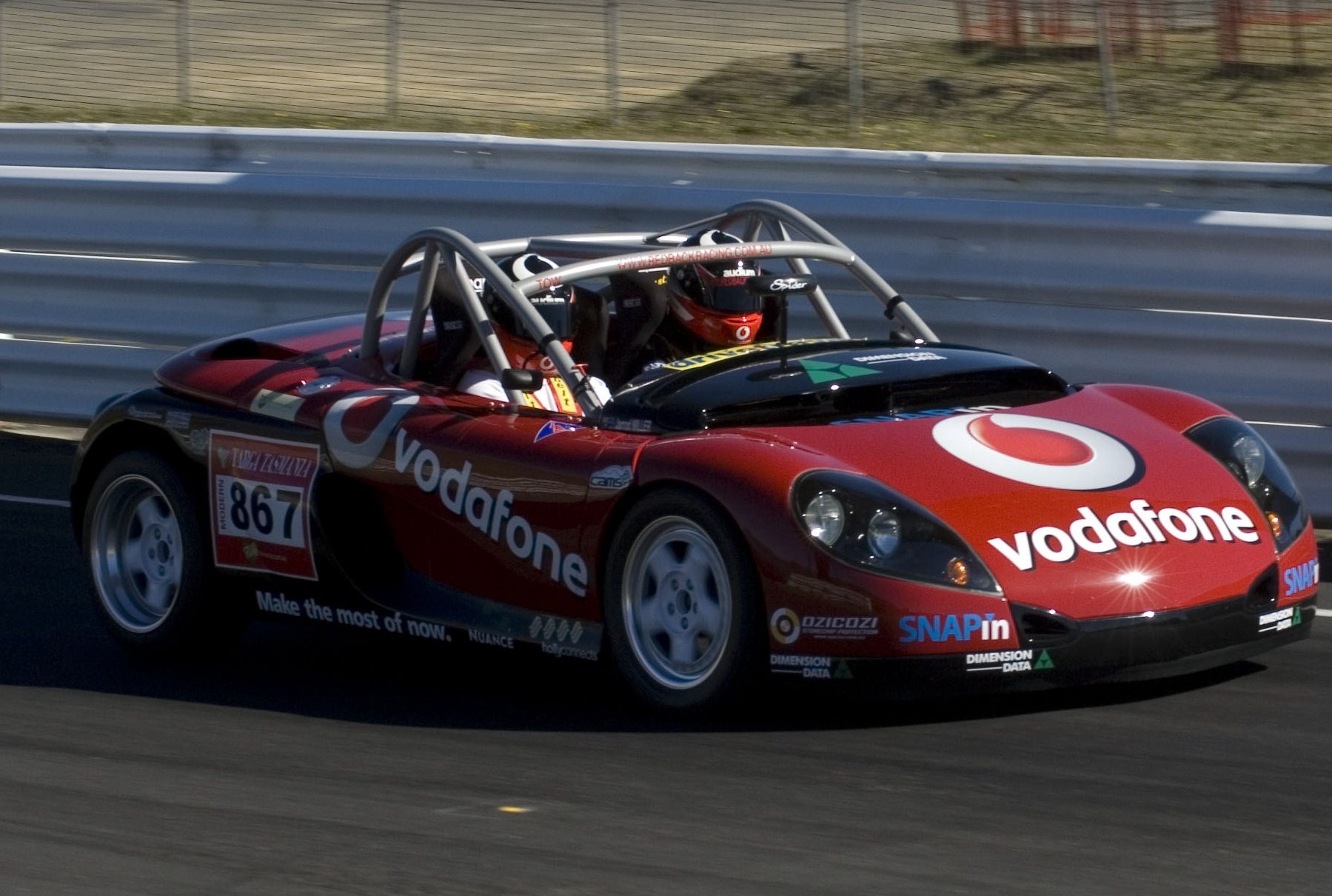
Una Spider durante uno dei monomarca ad essa dedicati

Come già accennato, l'utilizzo che si è fatto della Spider è stato per la maggior parte agonistico, con competizioni in tutto il mondo, persino in Oceania, ed anche un torneo europeo monomarca dedicato a questo specifico modello. Proprio quest'ultimo ha rappresentato il "grosso" dell'utilizzo della Spider nelle competizioni. Tali eventi avevano luogo in concomitanza con le gare di Formula 1 che via via venivano disputate nel corso dell'anno, limitatamente ai Gran Premi corsi in Europa.